# Palazzo dei Granduchi di Lituania

Il complesso dei castelli di Vilnius nel 1740:
Castello Superiore: 1. Torre occidentale; 2. Torre sud (rimangono le fondamenta); 3. Mastio del castello (resti di rovine)
Castello Inferiore: 4. Porte e ponte per la città (via Pilies); 5. Strada e ponte per via Tiltas; 6. Cattedrale di Vilnius; 7. Palazzo del tribunale supremo; 8. Palazzo dei vescovi; 9. Palazzo reale; 10. Giardino del palazzo; 11. Il nuovo arsenale, oggi museo; 12. Torre nord-orientale e porte del vecchio arsenale; 13. Cortile del vecchio arsenale

Il palazzo dei Granduchi di Lituania (in lituano Lietuvos Didžiosios Kunigaikštystės valdovų rūmai Vilniaus žemutinėje pilyje; in polacco Zamek Dolny w Wilnie) è un edificio situato a Vilnius, la capitale della Lituania. Originariamente costruito nel XV secolo per ospitare i governanti del Granducato di Lituania e poi utilizzato da alcuni futuri re di Polonia, il palazzo è situato nei pressi del castello inferiore di Vilnius e si è evoluto nel corso degli anni vivendo i suoi periodi migliori tra il XVI e la metà del XVII secolo. Per 400 anni la struttura costituì il centro politico, amministrativo e culturale della Confederazione polacco-lituana, venendo poi demolito nel 1801. I lavori per un nuovo palazzo cominciarono nel 2002 sul sito dell'edificio originale e ci sono voluti 16 anni per completarlo infine nel 2018. Ricostruito in stile rinascimentale in sintonia con la cattedrale di Vilnius, si è preferito agire seguendo i progetti eseguiti dagli architetti patrocinati dalla granduchessa Bona Sforza: pare che tra il 1520 e il 1530 si spesero 100.000 ducati d'oro e con l'ovvia approvazione anche del granduca Sigismondo I il Vecchio. Si ritiene che la ricostruzione avvenne per le cerimonie di proclamazione di Sigismondo II Augusto, l'unico figlio di Sigismondo I il Vecchio, in qualità di granduca di Lituania.

## Storia

### Granducato di Lituania

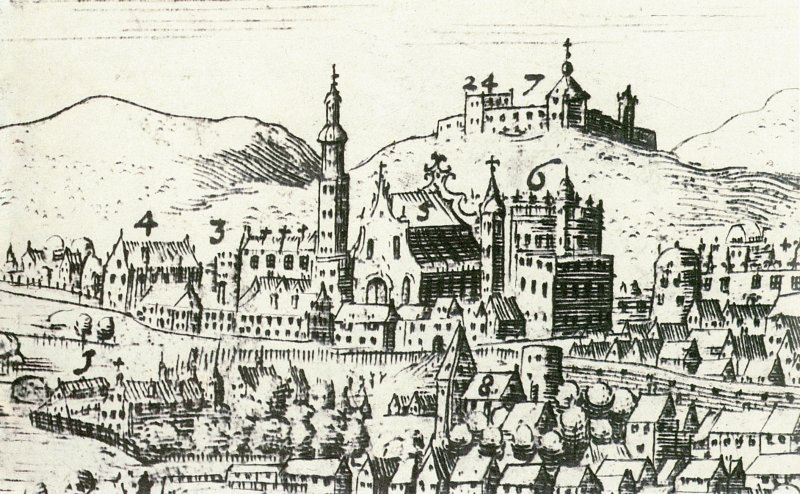
Il palazzo dei Granduchi (contrassegnato come numero 6) nel castello inferiore di Vilnius alla fine del XVI secolo

Il palazzo granducale nel castello inferiore subì diversi interventi nel corso degli anni e visse la sua fase migliore durante il XVI e la metà del XVII secolo. Per quattro secoli il palazzo costituì il centro politico, amministrativo e culturale del Granducato di Lituania.
Nel XIII e XIV secolo si ergevano strutture in pietra all'interno del sito; alcuni archeologi ritengono che vi fosse una rudimentale costruzione in legno. Il palazzo reale in pietra fu costruito nel XV secolo, verosimilmente dopo il grande incendio del 1419. Gli edifici esistenti in pietra e le strutture difensive del castello inferiore, che ne rallentavano la costruzione, furono demoliti. Il palazzo reale fu costruito in stile gotico e contava tre ali; la ricerca suggerisce che fosse un edificio a due piani con un seminterrato.
Il granduca di Lituania Alessandro, in seguito divenuto re di Polonia, trasferì la sua residenza al palazzo reale, dove incontrò gli ambasciatori: ordinò inoltre l'inizio dei lavori di ristrutturazione e, dopo il suo matrimonio con una figlia del granduca di Mosca Ivan III, Elena di Mosca, la coppia reale visse e morì in tale residenza.
Sigismondo I il Vecchio, acquisito il potere nel Granducato di Lituania, esercitò le sue attività agendo dal palazzo reale e dalla cattedrale di Vilnius. Durante il suo regno, seguirono nuovi ampliamenti, finalizzati a soddisfare le nuove esigenze del granduca: si aggiunse un'altra ala e un terzo piano, così come si ampliarono i giardini esterni. Secondo i resoconti contemporanei il palazzo valeva 100.000 ducati. A supervisionare i lavori fu probabilmente l'architetto italiano Bartolomeo Berecci, il quale curò anche diversi altri progetti nel Regno di Polonia. In questo palazzo Sigismondo il Vecchio accolse un emissario del Sacro Romano Impero, che presentò l'uomo a Bona Sforza, sua seconda moglie, nel 1517.
Il figlio di Sigismondo, Sigismondo II Augusto, fu incoronato granduca di Lituania nel palazzo reale. Augusto proseguì le attività di ampliamento e vi visse con la prima moglie Elisabetta d'Austria, figlia dell'imperatore del Sacro Romano Impero: la donna fu poi sepolta nella cattedrale di Vilnius. Nel palazzo visse anche la seconda consorte, Barbara Radziwiłł. Secondo i resoconti coevi dell'emissario della Santa Sede, la residenza granducale a quel tempo conteneva più tesori del Vaticano. 
Sigismondo II si preoccupò inoltre di costituire una delle più grandi collezioni di testi in Europa.
Le ristrutturazioni in stile rinascimentale avvennero nel XVI secolo: ad essere incaricati furono di nuovo diversi architetti italiani, tra cui Giovanni Cini da Siena, Bernardino de Gianotis Zanobi e altri. Il palazzo fu visitato da Ippolito Aldobrandini, divenuto poi papa Clemente VIII. Un altro importante sviluppo ebbe luogo durante il regno del casato di Vasa: ammodernamenti secondo gli schemi barocchi avvennero infatti con il placet di Sigismondo III Vasa. Matteo Castello, Giacopo Tencalla e altri artisti si presero cura del restauro del XVII secolo.
Durante il regno di Vasas, nel palazzo si tennero diverse cerimonie importanti, tra cui il matrimonio del duca Giovanni, in seguito divenuto re Giovanni III di Svezia, e la sorella di Sigismondo Augusto Caterina. La prima opera in Lituania andò in scena in loco nel 1634, diretta da Marco Scacchi e Virgilio Puccitelli.

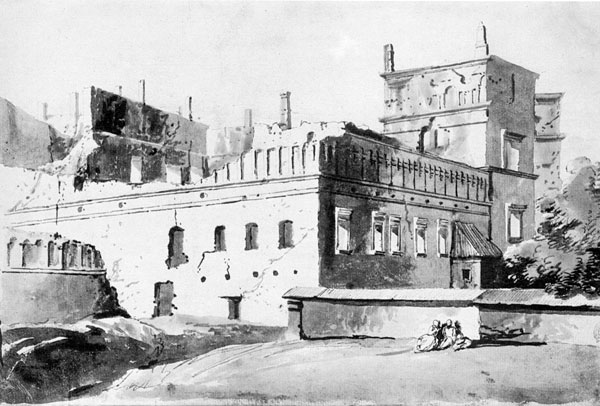
Il palazzo in rovina, illustrazione realizzata nel 1785 o nel 1786

Dopo l'attacco russo del 1655, lo stato iniziò a indebolirsi, con effetti negativi anche sul complesso dei castelli di Vilnius. Il palazzo fu gravemente danneggiato dal conflitto e i suoi tesori saccheggiati. Dopo la riconquista dell'odierna capitale lituana nel 1660-1661, l'edificio non era più un'idonea residenza statale e rimase abbandonato per circa 150 anni. Alla fine del XVIII secolo, dopo la scomparsa della Confederazione polacco-lituana, diverse famiglie scelsero di stanziarsi in alcune parti del palazzo in rovina. Subito dopo che il Granducato di Lituania fu incorporato nell'Impero russo, i funzionari zaristi ordinarono la demolizione delle restanti sezioni della residenza reale: le demolizioni cessarono quasi del tutto all'inizio del XIX secolo. I mattoni del vecchio edificio andarono venduti nel 1799 a un commerciante di Kremenčuk.

### Dopo la demolizione del palazzo
È sopravvissuta solo una piccola porzione delle mura fino al secondo piano dell'ala orientale, venduta intorno al 1800 al mercante ebreo Abraham Schlossberg, che le incorporò nella sua casa. Dopo la rivolta di novembre del 1831, la casa di Schlossberg fu acquistata e rilevata dall'esercito imperiale russo, che era presente negli arsenali nelle vicinanze; quando fu fondata la fortezza di Vilnius, l'edificio venne incorporato e circondato da un fosso. La casa dello Schlossberg nella mappa di Vilnius del 1840 era chiamata caserma (in polacco Koszary). Entro la fine del XIX secolo il fossato della fortezza sul sito dell'ex palazzo fu ricoperto di terra e trasformato nel parco della città.
Dopo che la Lituania riacquistò la sua indipendenza dopo la prima guerra mondiale nel 1918, la casa dello Schlossberg divenne il quartier generale dell'esercito. Presto passò in mano alle truppe polacche in seguito all'annessione polacca di Vilnius. Durante la seconda guerra mondiale, assunse il ruolo di ufficio della Wehrmacht tedesca: dopo il conflitto globale, servì per le strutture di sicurezza sovietiche e in seguito trasformato in un Palazzo dei Pionieri repubblicano. L'organizzazione lasciò l'edificio nel 1987 e cominciarono degli scavi archeologici sul sito, perché la casa di Schlossberg fu proposta per il museo dell'amicizia del popolo, ma per questa conversione risultava necessaria un'indagine architettonica.
Degli scavi archeologici sporadici ebbero luogo già nel 1964, quando furono intrapresi i lavori per l'installazione del sistema di riscaldamento centrale nella casa di Schlossberg.

### Costruzione

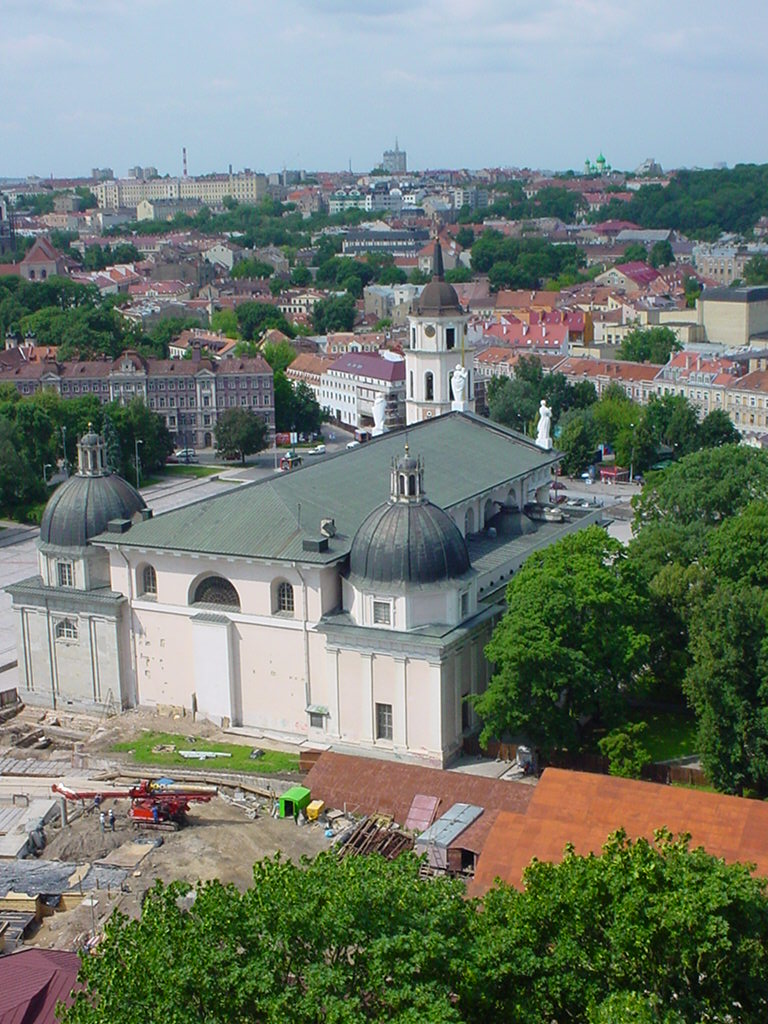
Il palazzo nell'estate del 2002

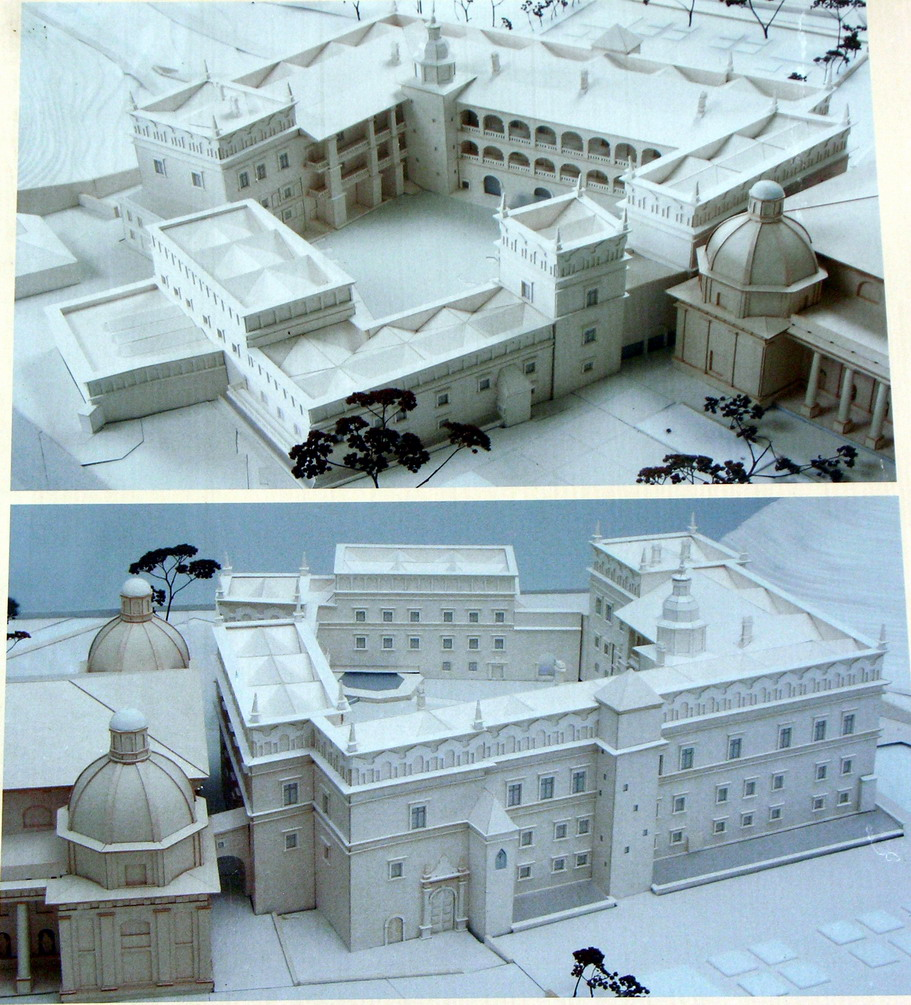
Il plastico come proposto da Rimas Grigas nel 2004

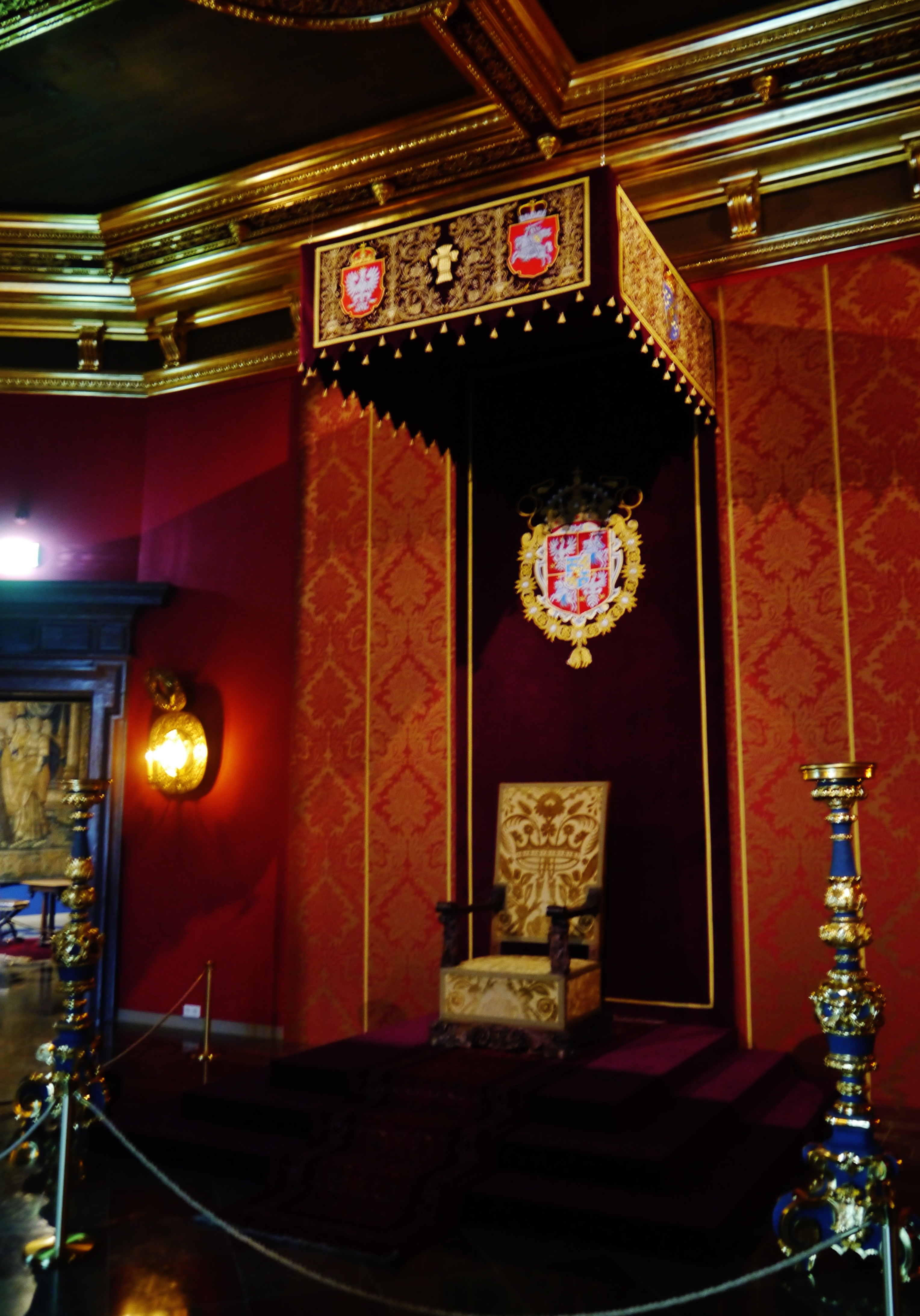
Sala del trono all'interno del castello

Dopo la caduta della cortina di ferro nel 1989, la Lituania riacquisì di lì a poco la sovranità. Nel 1994 gli scavi archeologici furono sospesi per mancanza di fondi; nel 1994 l'Istituto lituano di storia fondò il Gruppo di studio dei castelli, volto come si intuisce a supervisionare gli scavi archeologici. La casa di Schlossberg servì quale sede del gruppo e ospitò la raccolta di materiale archeologico trovato sul sito.
Alla fine degli anni '80 gli scavi archeologici interessarono sempre più la zona, l'esposizione dei sotterranei scavati a fattori ambientali (ad esempio del tempo atmosferico) portò al degrado dei materiali (in particolare strutture in legno e mattoni). Per risolvere questo problema, nel 1988 si decise di erigere degli edifici temporanei; all'inizio degli anni '90, si fecero strada tre opzioni per il futuro del sito del palazzo in modo tale da poterlo in futuro magari aprire al pubblico. La prima opzione riguardava la copertura dei sotterranei già scavati del palazzo con del terreno, ma fu ritenuta una pista troppo esosa da portare a termine. La seconda ipotesi era quella di erigere un edificio appositamente specifico sul sito del palazzo per conservare le rovine, ma i critici facevano notare un possibile inquinamento visivo che sarebbe sorto nella città vecchia (poiché inclusa nella lista del patrimonio mondiale dell'UNESCO nel 1994). La terza via riguardava la costruzione di un edificio simile alla struttura originale. Quest'ultima strada ricevette la maggior approvazione da parte dei politici e li spinse a spronare il presidente della Lituania Algirdas Brazauskas a bandire, nel 1993, un concorso di progettazione architettonica e su sette progetti il disegno di Rimas Grigas vinse.
Nella prima metà degli anni '90, aumentarono le discussioni in merito allo scopo futuro che il palazzo avrebbe potuto assumere: in principio si propose di renderla la sede del presidente, ma il palazzo degli artisti era stato invece utilizzato per quella funzione. Entro la fine del decennio, Kazys Napoleonas Kitkauskas suggerì di utilizzare il palazzo come galleria nazionale d'arte (l'edificio del vecchio museo della rivoluzione è stato invece utilizzato dal 2009). Nel 1999, il museo d'arte lituano dichiarò che l'edificio del palazzo sarebbe stato utilizzato come museo residenziale del palazzo.
Come parte di una proposta legislativa, il Seimas nel 2000 approvò una legge volta ad avviare la ricostruzione il palazzo. Il terreno fu demolito nell'estate del 2002 nella parte meridionale del sito dell'edificio originale. Negli anni 2002-2004 e 2005-2006 il progetto andò modificato principalmente a causa dei reperti archeologici trovati sul sito e delle discussioni sul valore architettonico della casa di Schlossberg. Frammenti della casa di Schlossberg divennero parte dell'ala orientale del palazzo restaurato. L'edificio (e il museo che doveva ospitare) risultò parzialmente aperto durante la celebrazione del millennio dal nome della Lituania nell'estate del 2009, sebbene non fosse ancora del tutto completato a causa della mancanza di fondi. Entro la fine di luglio del medesimo anno, i lavori di costruzione sono ripresi e la struttura divenne nuovamente inaccessibile al pubblico.
Diversi storici contrari alla ricostruzione fornirono svariati argomenti per giustificare una non riedificazione del palazzo: di recente, si è sostenuto che avrebbe intaccato il paesaggio urbano formatosi negli ultimi 300 anni. La cattedrale di Vilnius sarebbe stata oscurata dal palazzo e la Torre di Gediminas non sarebbe stata visibile dal lato della cattedrale. Inoltre, si segnalò che erano stati utilizzati materiali e tecnologie sconosciuti al momento della costruzione originale (ad esempio il cemento armato). Paradossalmente, l'opera era stata finanziata dallo Stato per realizzare un falso storico mentre molti autentici luoghi storici (principalmente manieri) versavano in condizioni critiche.
Il 6 luglio 2013, la parte del palazzo nota come blocco A è stata ufficialmente aperta al pubblico, 760 anni dopo l'incoronazione di Mindaugas. Dal 2014 al 2018 la parte del palazzo nota come Blocco B risultava in costruzione: quest'ultimo, unito all'edificio del museo nel suo complesso, fu aperto il 6 luglio 2018.

### Presidenza del Consiglio dell'Unione europea nel 2013

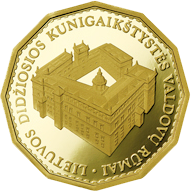
Litas commemorativo d'oro dedicato al palazzo

Durante la presidenza lituana del Consiglio dell'Unione Europea, il palazzo è stato utilizzato come una delle sedi principali per le riunioni dei capi dei paesi europei. Il 28 novembre 2013, durante il vertice del partenariato orientale a Vilnius, si è tenuta una cena nel palazzo con molti ospiti, tra cui la cancelliera tedesca Angela Merkel, il presidente del consiglio Enrico Letta, il primo ministro britannico David Cameron, il presidente francese François Hollande, il presidente polacco Bronisław Komorowski, il presidente del Consiglio europeo Herman Van Rompuy, il presidente della Commissione europea José Manuel Barroso, il presidente del Parlamento europeo Martin Schulz, la vicepresidente della Commissione europea e Alto rappresentante dell'Unione per gli affari esteri e la politica di sicurezza Catherine Ashton, il commissario per l'allargamento e la politica europea di vicinato Štefan Füle, il commissario per il commercio Karel De Gucht e i presidenti di Lettonia, Cipro, Romania e Slovacchia, oltre ai primi ministri di Repubblica Ceca, Danimarca, Estonia, Grecia, Croazia, Lussemburgo, Malta, Paesi Bassi, Portogallo, Slovenia, Svezia, Ungheria e Spagna, così come altri funzionari di alto rango. I paesi partecipanti al programma del partenariato orientale erano rappresentati al vertice dal presidente armeno Serž Sargsyan, dall'azero Ilham Aliyev, dall'ucraino Viktor Janukovyč, dal georgiano Giorgi Margvelashvili, dal moldavo Iurie Leancă e dal ministro degli affari esteri bielorusso Uladzimir Makej.

## Struttura

### Ala sud
Conta tre piani e, in origine, quest'ala era usata per udienze di ambasciatori stranieri.

### Ala est

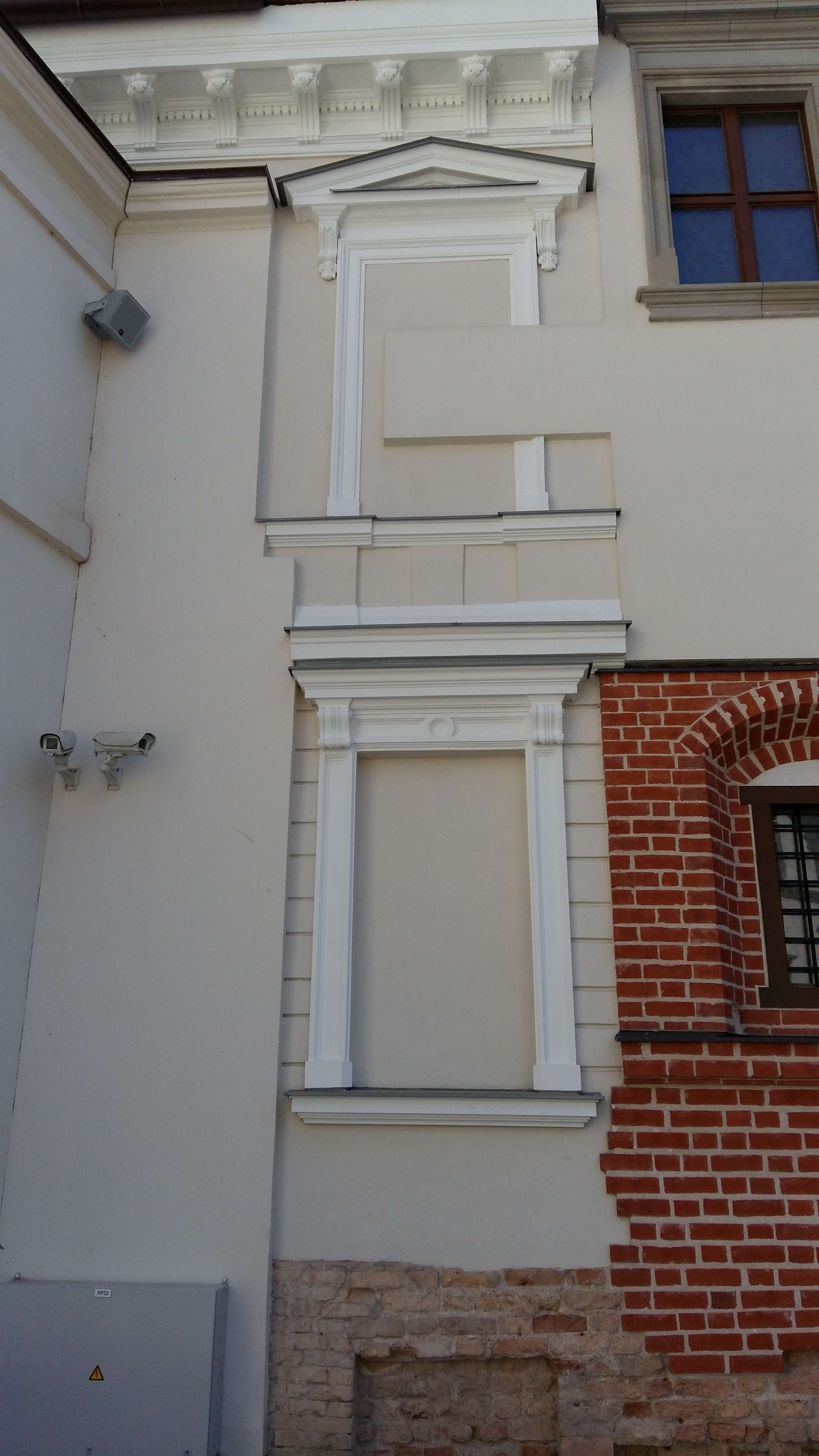
Frammento dell'ala est

Quest'ala ha tre piani (tranne due piani annessi) e contiene i resti più antichi del palazzo originale sopra l'attuale livello del suolo: si tratta dell'unica zona a presentare tracce di architettura eclettica (l'ex casa di Schlossberg). In origine, quest'area ospitava gli appartamenti della granduchessa.

### Ala ovest
Quest'ala, la più settentrionale, ha tre piani. In origine, risultava usata per gli appartamenti del granduca.

### Ala nord
Ha due piani: in origine, venne usata per gli alloggi della servitù, ma poi finì per ospitare il teatro del palazzo.